# Remeniny
Remeniny est un village de Slovaquie situé dans la région de Prešov.

## Histoire
Première mention écrite du village en 1356.

## Démographie

### Évolution de la population
| Année:               | 1994. | 2004.   | 2014.   | 2024.   |
| -------------------- | ----- | ------- | ------- | ------- |
| Nombre de personnes: | 276   | 294     | 302     | 282     |
| Différence:          |       | +6,52 % | +2,72 % | -6,62 % |

| Année:               | 2023. | 2024.   |
| -------------------- | ----- | ------- |
| Nombre de personnes: | 270   | 282     |
| Différence:          |       | +4,44 % |